# Anchesmius
Anchesmius was een van de bijnamen van de Griekse oppergod Zeus. De naam is afgeleid van de berg Anchesmus, waarop, net als veel andere Attische bergen, een standbeeld voor Zeus was opgetrokken.